# European Roma Rights Centre
Het European Roma Rights Centre (ERRC, vertaald: Europees Romarechten-centrum), is een niet-gouvernementele organisatie die gevestigd is in Boedapest, Hongarije, die het opneemt voor de problemen van de zigeunervolken Roma en Sinti in Europa.
Het ERRC werd in 1995 opgericht en wordt door een internationaal comité bestuurd. Ze richt zich vooral op juridisch gebied tegen het antiziganisme (racisme tegenover zigeuners) en tegen vooroordelen en discriminatie. Verder houdt het zich bezig met de ontwikkeling van beleid en de opleiding van pleitbezorgers van zigeunerrechten.
Het ERRC ontving in 2001 een Geuzenpenning, samen met de Nederlandse tak Landelijke Sinti Organisatie. In 2009 werd ze bekroond met de Amerikaanse Gruber Justice Prize.